# Zelený Juraj

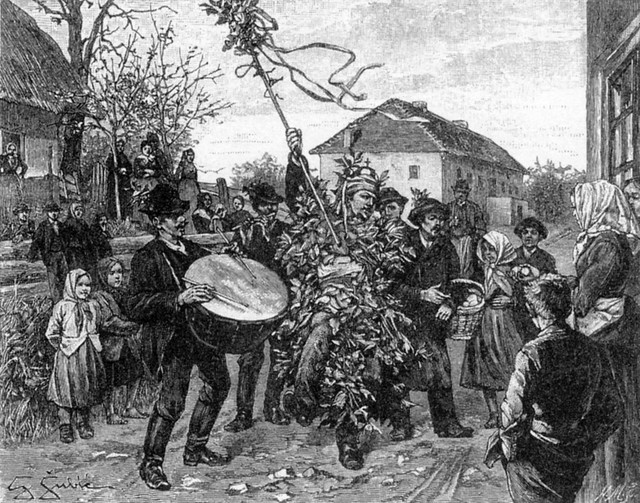
Zelený Juraj v Dolním Štýrsku, Jurij Šubic, před rokem 1890

Zelený Juraj (slovinsky Zeleni Jurij, chorvatsky Zeleni Jura) je slovinská a chorvatská folklórní postava spojená se svátkem svatého Jiří – Jurije, tedy 23. či 24. dubnem, podobná východoslovanskému Jarilovi. V písních vystupuje také postava Jarnika, dvojčete, protipólu či protivníka Juraje, jindy je jeho protivník nazýván Rabolj nebo Juraj zachraňuje dívku jménem Marjetica.
V lidových obřadech se objevuje jako figurína pohřbívaná o svatojiřském svátku ukládaná do hrobu a poté stržená z kopce dolů a pronásledovaná mladíky. Tento zvyk byl obnovován na konci 20. století především folklórními skupinami v Bílé krajině.
Podle chorvatských badatelů Radoslava Katiciće a Vitomira Belaje je Zelený Juraj slovanským bohem vegetace a plodnosti, stejně jako východoslovanský Jarilo. Je synem Peruna, který je unesen do podsvětí aby se z něj na jaře opět vrátil a přinesl tak jaro. Poté se seznámí s Marou, svou vlastní sestrou, a uzavírá s ní posvátný sňatek. Juraj se také objevuje v různých příbězích jako vládce či pastýř vlků, na což upozornila slovinská badatelka Mirjam Mencej.  Bližší informace o těchto rekonstrukcích lze nalézt v hesle Jarilo.